# Persone di nome Jean/Attori
| Questa pagina contiene informazioni ricavate automaticamente dalle voci biografiche con l'ausilio del template Bio e di un bot. L'aggiornamento è periodico e automatico e ricostruisce completamente la pagina. Se manca una persona in questa lista, sei pregato di non aggiungerla, ma accertati piuttosto che la sua voce biografica contenga il template Bio e che i dati anagrafici siano correttamente compilati. Se il template Bio manca, inseriscilo tu stesso o, in alternativa, metti l'avviso {{tmp\|Bio}} che ne segnala la mancanza. Se i dati riportati sono sbagliati, correggi direttamente la voce biografica; le modifiche saranno visibili in questa lista entro pochi giorni. Per chiarimenti vedi il progetto biografie. La lista contiene solo le 68 persone che sono citate nell'enciclopedia e per le quali è stato implementato correttamente il template Bio. Pagina aggiornata al 18 mar 2024. |

Questa è una lista di persone presenti nell'enciclopedia che hanno il prenome Jean e sono attori.

## A(5)
- Jean Acker, attrice statunitense (Trenton, n. 1893 - Los Angeles, † 1978)
- Jean Allison, attrice statunitense (New York, n. 1929 - Rancho Palos Verdes, † 2024)
- Jean Angelo, attore francese (Parigi, n. 1875 - Parigi, † 1933)
- Jean Arthur, attrice statunitense (Plattsburgh, n. 1900 - Carmel-by-the-Sea, † 1991)
- Jean Aymé, attore francese (Ginevra, n. 1876 - Parigi, † 1963)

## B(3)
- Jean Brochard, attore francese (Nantes, n. 1893 - Nantes, † 1972)
- Jean Brooks, attrice statunitense (Houston, n. 1915 - Richmond, † 1963)
- Jean Byron, attrice statunitense (Paducah, n. 1925 - Mobile, † 2006)

## C(5)
- Jean Calhoun, attrice statunitense (n. 1891 - Los Angeles, † 1958)
- Jean Mary Carletto, attore, modello e antiquario francese (Monte Carlo, n. 1944 - Monte Carlo, † 2024)
- Jean Carmen, attrice statunitense (Portland, n. 1913 - Charleston, † 1993)
- Jean Carmet, attore e sceneggiatore francese (Bourgueil, n. 1920 - Sèvres, † 1994)
- Jean Carson, attrice statunitense (Charleston, n. 1923 - Palm Springs, † 2005)

## D(7)
- Jean Darling, attrice, cantante e scrittrice statunitense (Santa Monica, n. 1922 - Rödermark, † 2015)
- Jean Dasté, attore e regista francese (Parigi, n. 1904 - Saint-Priest-en-Jarez, † 1994)
- Jean Debucourt, attore e regista teatrale francese (Parigi, n. 1894 - Montgeron, † 1958)
- Jean Del Val, attore francese (Reims, n. 1891 - Pacific Palisades, † 1975)
- Jean Desailly, attore francese (Parigi, n. 1920 - Dourdan, † 2008)
- Jean Dixon, attrice statunitense (Waterbury, n. 1896 - New York, † 1981)
- Jean Dujardin, attore e comico francese (Rueil-Malmaison, n. 1972)

## F(2)
- Jean Forest, attore e sceneggiatore francese (Parigi, n. 1912 - Sauvigny-le-Bois, † 1980)
- Jean Muir, attrice statunitense (Suffern, n. 1911 - Mesa, † 1996)

## G(2)
- Jean Gabin, attore francese (Parigi, n. 1904 - Neuilly-sur-Seine, † 1976)
- Jean Yanne, attore, sceneggiatore e regista francese (Les Lilas, n. 1933 - Morsains, † 2003)

## H(6)
- Jean Hagen, attrice statunitense (Chicago, n. 1923 - Los Angeles, † 1977)
- Jean Hale, attrice statunitense (Salt Lake City, n. 1938 - Santa Monica, † 2021)
- Jean Hersholt, attore danese (Copenaghen, n. 1886 - Hollywood, † 1956)
- Jean Heywood, attrice britannica (Blyth, n. 1921 - † 2019)
- Jean Howard, attrice statunitense (Longview, n. 1910 - Beverly Hills, † 2000)
- Jean Howell, attrice statunitense (Pomona, n. 1927 - Santa Monica, † 1996)

## K(2)
- Jean Louisa Kelly, attrice e cantante statunitense (Worcester, n. 1972)
- Jean Kent, attrice britannica (Brixton, n. 1921 - Bury St Edmunds, † 2013)

## L(2)
- Jean Le Peltier, attore e regista belga (n. 1985)
- Jean Lefebvre, attore francese (Valenciennes, n. 1919 - Marrakech, † 2004)

## M(8)
- Jean Marais, attore francese (Cherbourg, n. 1913 - Cannes, † 1998)
- Jean Marchat, attore e direttore teatrale francese (Grigny, n. 1902 - Neuilly-sur-Seine, † 1966)
- Jean Marsh, attrice britannica (Stoke Newington, n. 1934)
- Jean Martin, attore francese (Parigi, n. 1922 - Parigi, † 2009)
- Jean Martinelli, attore francese (Parigi, n. 1909 - Parigi, † 1983)
- Jean Mercure, attore, scenografo e regista francese (Parigi, n. 1909 - Parigi, † 1998)
- Jean Meyer, attore, commediografo e regista francese (Parigi, n. 1914 - Neuilly-sur-Seine, † 2003)
- Jean Murat, attore francese (Périgueux, n. 1888 - Aix-en-Provence, † 1968)

## P(3)
- Jean Peters, attrice statunitense (Canton, n. 1926 - Carlsbad, † 2000)
- Jean Poiret, attore e sceneggiatore francese (Parigi, n. 1926 - Suresnes, † 1992)
- Jean Porter, attrice statunitense (Cisco, n. 1922 - Canoga Park, † 2018)

## R(4)
- Jean Richard, attore francese (Bessines, n. 1921 - Senlis, † 2001)
- Jean Rochefort, attore francese (Parigi, n. 1930 - Parigi, † 2017)
- Jean Rogers, attrice statunitense (Belmont, n. 1916 - Sherman Oaks, † 1991)
- Jean Rougeul, attore, regista e critico cinematografico francese (Rennes, n. 1905 - Parigi, † 1978)

## S(10)
- Jean Seberg, attrice statunitense (Marshalltown, n. 1938 - Parigi, † 1979)
- Jean Servais, attore belga (Anversa, n. 1912 - Parigi, † 1976)
- Jean Signoret, attore francese (Marsiglia, n. 1886 - Parigi, † 1923)
- Jean Simmons, attrice britannica (Londra, n. 1929 - Santa Monica, † 2010)
- Jean Sincere, attrice e doppiatrice statunitense (Mount Vernon, n. 1919 - Los Angeles, † 2013)
- Jean Smart, attrice statunitense (Seattle, n. 1951)
- Jean Sobieski, attore e pittore francese (Cannes, n. 1937)
- Jean Sorel, attore francese (Marsiglia, n. 1934)
- Jean Southern, attrice britannica
- Jean Stapleton, attrice statunitense (New York, n. 1923 - New York, † 2013)

## T(4)
- Jean Tissier, attore francese (Parigi, n. 1896 - Granville, † 1973)
- Jean Toulout, attore, regista e sceneggiatore francese (Parigi, n. 1887 - Parigi, † 1962)
- Jean Trent, attrice statunitense (Denver, n. 1920 - Bakersfield, † 2005)
- Paige Turco, attrice statunitense (Springfield, n. 1965)

## V(1)
- Jean Valmont, attore francese (Parigi, n. 1936 - Asnières-sur-Seine, † 2014)

## W(3)
- Jean Wallace, attrice statunitense (Chicago, n. 1923 - Los Angeles, † 1990)
- Jean Weber, attore francese (Parigi, n. 1906 - Neuilly-sur-Seine, † 1995)
- Jean Willes, attrice statunitense (Los Angeles, n. 1923 - Van Nuys, † 1989)

## Y(1)
- Jean Yoon, attrice statunitense (Champaign, n. 1962)